# Phichit FC
Der Phichit Football Club (thailändisch สโมสรฟุตบอลจังหวัดพิจิตร) ist ein thailändischer Fußballverein aus Phichit, der zuletzt in der zweiten Liga spielte.

## Erfolge
- Regional League Division 2 – North

Vizemeister: 2009, 2014  ▲

## Stadion
Seine Heimspiele trug der Verein im Phichit Provincial Stadium in Phichit aus. Das Mehrzweckstadion hat ein Fassungsvermögen von 15.000 Personen. Eigentümer der Sportstätte ist die Stadt Phichit.

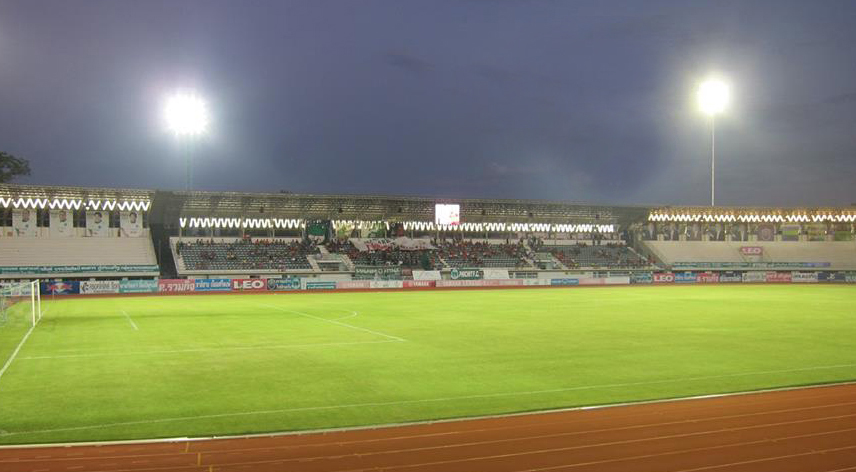
Phichit Provincial Stadium

### Spielstätten seit 2009
| Saison        | Stadion                       | Standort                 | Kapazität | Eigentümer            | Koordinaten                       |
| ------------- | ----------------------------- | ------------------------ | --------- | --------------------- | --------------------------------- |
| 2009          | Khao Sai Municipality Stadium | Phichit, Provinz Phichit |           | Khao Sai Municipality | 16° 9′ 17,4″ N, 100° 37′ 35″ O    |
| 2010 bis 2015 | Phichit Provincial Stadium    | Phichit, Provinz Phichit | 15.000    | Phichit Municipality  | 16° 26′ 35,1″ N, 100° 19′ 26,4″ O |

## Saisonplatzierung
| Saison | Liga                               | Liga  | Liga   | Liga | Liga | Liga | Liga  | Liga   | Liga     | Pokal  | Pokal      |
| Saison | Liga                               | Level | Spiele | S    | U    | N    | Tore  | Punkte | Position | FA Cup | League Cup |
| ------ | ---------------------------------- | ----- | ------ | ---- | ---- | ---- | ----- | ------ | -------- | ------ | ---------- |
| 2009   | Regional League Division 2 – North | 3     | 20     | 13   | 3    | 4    | 55:28 | 42     | 2.       |        |            |
| 2010   | Regional League Division 2 – North | 3     | 30     | 19   | 6    | 5    | 73:25 | 63     | 3.       |        |            |
| 2011   | Regional League Division 2 – North | 3     | 30     | 18   | 8    | 4    | 47:27 | 62     | 3.       |        |            |
| 2012   | Regional League Division 2 – North | 3     | 34     | 13   | 9    | 12   | 45:38 | 48     | 8.       |        |            |
| 2013   | Regional League Division 2 – North | 3     | 30     | 17   | 8    | 5    | 53:30 | 59     | 4.       |        |            |
| 2014   | Regional League Division 2 – North | 3     | 26     | 17   | 4    | 5    | 65:26 | 55     | 2. ▲     |        |            |
| 2015   | Thai Premier League Division 1     | 2     | 38     | 12   | 12   | 14   | 59:63 | 48     | 16. ▼    |        | 1. Runde   |
| 2016   | nicht teilgenommen                 |       |        |      |      |      |       |        |          |        |            |
| 2017   | gesperrt                           |       |        |      |      |      |       |        |          |        |            |
| 2018   | gesperrt                           |       |        |      |      |      |       |        |          |        |            |

## Bester Torschütze
| Saison | Name           | Tore |
| ------ | -------------- | ---- |
| 2015   | Melvin Kicmett | 11   |

## Trainer
Stand: September 2021
| Name       | Zeit beim Phichit FC | Zeit beim Phichit FC |
| Name       | von                  | bis                  |
| ---------- | -------------------- | -------------------- |
| Bae Ji-won | 1. Juli 2011         | 31. Dezember 2011    |